# Tasnádszilvás
Tasnádszilvás (Silvaș) falu Romániában. Szatmár megye egyik települése.

## Fekvése
Szatmár megyében, Nagykárolytól délre, Tasnád városától nyugatra, Sződemeter és Tasnád között fekvő település..

## Története
Első említése 1234-ből származik, ekkor Scilovas, Scilvas, Zilvas , majd 1455-ben Zylas, 1460-ban Szilvás, 1475-ben pedig Zylwas néven írták. 
1234-ben II. András király Szilvást a Káta nemzetségből származó István gróf nejének, aki Ipoch gróf leánya volt adta el 50 márkáért.
1455 körül Zylwas Becsky György és Benedek birtoka volt.
1484-ben Becsky László itteni részbirtokát Csaholyi Andrásnak zálogosította el.
1496-ban szántói Becsky János az akkor Szolnok vármegyéhez tartozó Szilvás nevű birtokába Geréb László erdélyi püspököt iktatták be.
A 17. század közepén a tatárok és a törökök Szilvás magyar lakosságát teljesen elpusztították és csak a 19. század második felében költözött a faluba két református család.
1692-ben Becsky Györgyé, aki Szilvás nevű faluját és más falvait 1500 forintért Muraniczi Horváth Jánosnak és nejének Barkóczi Katának zálogosította el.
1847-ben 292 lakosa volt, melyből 4 római katolikus, 288 görögkatolikus.
1890-ben 277 lakosa volt, melyből 20 magyar, 257 oláh, kik közül 3 római katolikus, 257 görögkatolikus, 5 református, 12 izraelita. A házak száma 50. 
1919-ig Magyarországhoz tartozott, előbb Közép-Szolnok vármegye, majd 1877-1919 között Szilágy vármegye részeként. 1910-ben 378 román lakosa volt. 
1992-ben 177 román nemzetiségű lakos lakta.

## Nevezetességek
- Görögkatolikus fatemploma 1770-ben épült.